# Joanna Trollope
Joanna Trollope, född den 9 december 1943 i Minchinhampton, Gloucestershire, England, är en brittisk författare.